# Republikanismus (Irland)

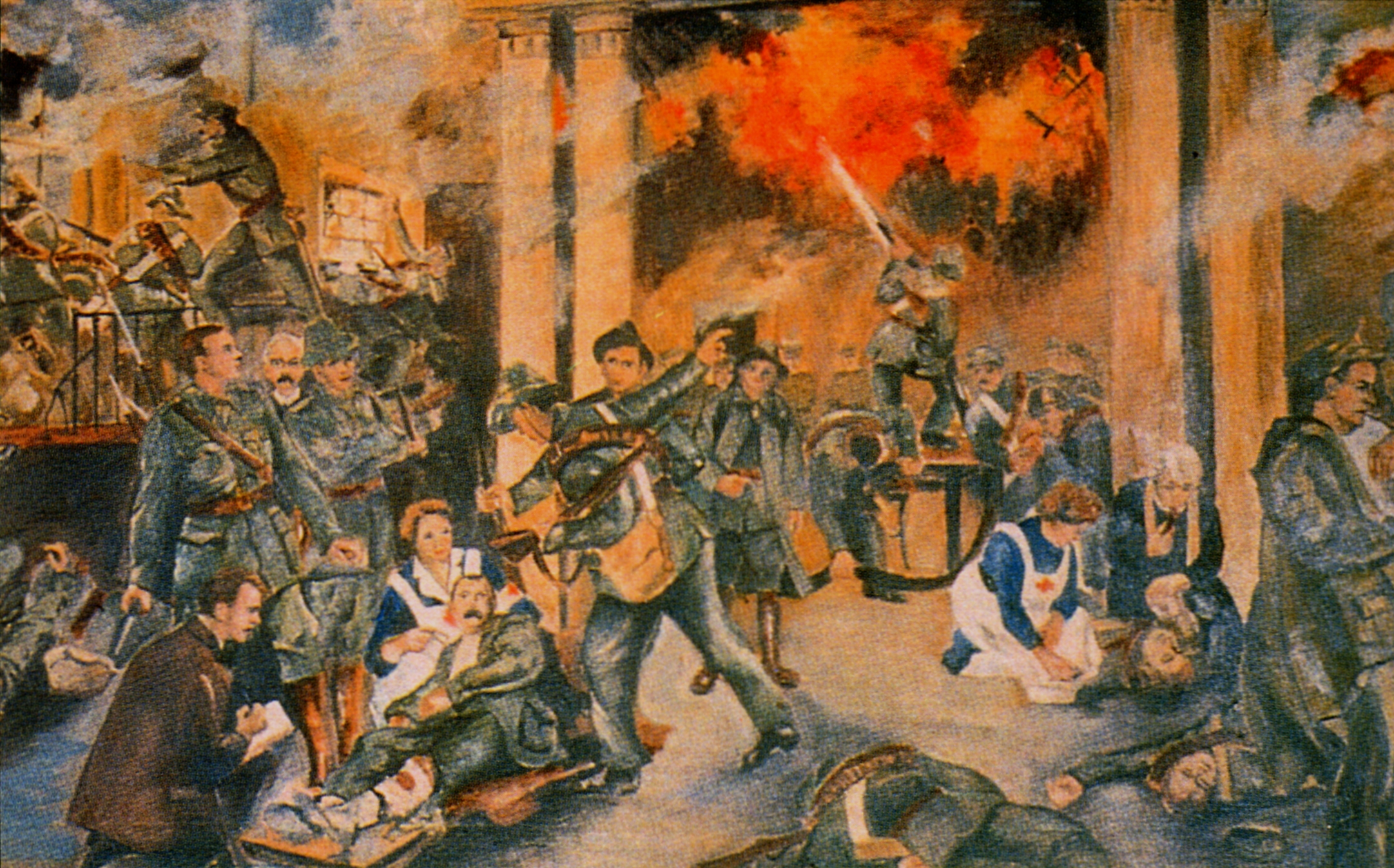
Geburt der irischen Republik. Gemälde von Walter Paget (vor 1936)

Als Republikanismus (englisch republicanism, irisch poblachtachas) wird in Irland zumeist eine radikalisierte Strömung des heutigen irischen Nationalismus bezeichnet. Wichtige Vertreter dieser politischen Richtung sind heute die Parteien Fianna Fáil und Sinn Féin, wobei erstere schon immer einzig dessen gewaltfreie Form unterstützt hat. Die Gegenströmung zum Republikanismus ist der vor allem in Nordirland verbreitete Unionismus.
Im Nordirlandkonflikt streben die Republikaner die Aufhebung des territorialen status quo (der Teilung der Insel Irland in Nordirland und die Republik Irland) und somit die Vereinigung der gesamten Insel Irland unter einem irischen Nationalstaat (englisch: United Ireland) an (d. h. faktisch den Beitritt Nordirlands zur Republik Irland).

## Entwicklung
Theobald Wolfe Tone (1763–1798) führte den Begriff des republicanism in die irische Diskussion ein und bezeichnete damit eine radikalere Form von Unabhängigkeit von England, die auch wirtschaftliche und kulturelle Selbständigkeit einschließen sollte. Inspiriert wurde er dabei von der Französischen Revolution.
Doch erst die Bewegung der Young Irelanders formulierte im 19ten Jahrhundert die drei grundlegenden Axiome des irischen Republikanismus: Vollständige Unabhängigkeit von England, uneingeschränktes Recht, die Souveränität des irischen Volkes mit allen Mitteln durchzusetzen, und Bewahrung des nationalen Erbes. Drei Namen sind hiermit verbunden:
John Mitchel (1815–1875) forderte die Schaffung einer Republik, die politisch und ökonomisch vollständig unabhängig von England sein sollte;
James Fintan Lalor (1808–1849) betonte die Volkssouveränität und die Bedeutung der Landfrage; Thomas Davis (1814–1845) argumentierte für die Bewahrung des irischen Ursprungs; der Stolz auf die gälische Vergangenheit, die Förderung der irischen Sprache, Literatur und Musik sowie der traditionellen Sportarten wurden durch ihn zum integralen Bestandteil des irischen Nationalismus.

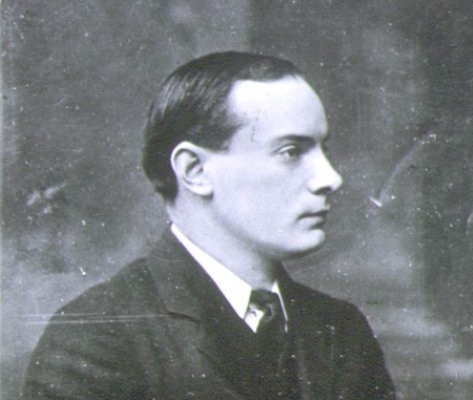
Patrick Pearse

Patrick Pearse (1879–1916) begriff diese drei Männer und Wolfe Tone als die Evangelisten des Neuen Testamentes des irischen Nationalismus. Für Pearse war der Unabhängigkeitskampf heilig, und diese Eigenschaft übertrug sich auf jene, die diesen Kampf führten: “Splendid and holy causes are served by men who are themselves splendid and holy.”
Der republikanischen Bewegung gilt Pearse bis heute als einer ihrer wichtigsten Theoretiker, und auch die offizielle Republik Irland sieht in ihm als Verfasser der Proklamation der Irischen Republik von 1916 einen der Väter der Nation.
Republikanismus als organisierte politische Strömung existiert in Irland seit 1858, als James Stephens in Dublin die Irish Republican Brotherhood (IRB) gründete, zeitgleich und koordiniert mit der Gründung der Fenians durch James O’Mahony in New York.
Bis zu ihrer Auflösung 1924 spielte die Geheimgesellschaft IRB eine wichtige Rolle innerhalb der irischen Unabhängigkeitsbewegung. Planung und Leitung des Osteraufstandes von 1916 lagen in den Händen von Mitgliedern der IRB, die durch eine gezielte Strategie der Unterwanderung in Massenorganisationen wie den Irish Volunteers und Sinn Féin einen Einfluss ausübte, der weit über ihren proportionalen Anteil an Mitgliedern hinausging. Während der Einfluss der IRB nach dem Osteraufstand rasch dahinschwand, machte die 1905 von Arthur Griffith gegründete Sinn Féin nach dem Aufstand, auch durch die gezielte Unterwanderung, einen Transformationsprozess durch und wurde zum neuen, politisch führenden Zentrum der Unabhängigkeitsbewegung; auf der militärischen Seite entstand aus der Zusammenarbeit von Volunteers und der Irish Citizen Army während des Aufstandes die Irish Republican Army (IRA). Der Osteraufstand kann daher als Geburtsstunde des Republikanismus als Massenbewegung in Irland angesehen werden, obwohl er wegen schlechter Planung völlig fehlschlug und die Verschwörer nach wenigen Tagen aufgeben mussten. Während sowie direkt nach dem Aufstand waren auch die meisten einheimischen Iren gegen die Aufrührer, da ungefähr 400 Zivilisten starben und das Zentrum von Dublin völlig zerstört war. Durch die anschließenden Erschießungen der Anführer sowie die Internierungen von tausenden Unschuldigen und die geplante Einführung der Wehrpflicht in Irland kam es aber zu einem völligen Stimmungsumschwung innerhalb der irischen Bevölkerung.
Bei den Unterhauswahlen 1918 gewann Sinn Féin knapp 70 % der irischen Mandate. Wie im Wahlkampf angekündigt nahmen die Abgeordneten jedoch ihre Sitze im britischen Unterhaus nicht ein, sondern konstituierten sich 1919 als Dáil Éireann, und riefen, wie schon beim Osteraufstand, eine unabhängige irische Republik aus. Dies war das erste irische Parlament seit 1801. Das britische Parlament erklärte das Dáil umgehend für illegal. In der Folge kam es zum irischen Unabhängigkeitskrieg von 1919 bis 1921, der eine Art Guerilla-Krieg der IRA war. Nach Beendigung der Kämpfe wurde der Süden der irischen Insel 1922 ein quasi unabhängiges Dominion im Commonwealth.
Einige Teile der IRA und Sinn Féins lehnten den Anglo-Irischen Vertrag jedoch ab, da Irland keine völlig unabhängige Republik wurde, irische Parlamentarier des Dáils einen Eid auf den britischen Monarchen leisten mussten und Irland geteilt wurde. Deshalb setzten sie ihre Kämpfe im Süden Irlands fort. Dies führte zur Spaltung der Bewegung und zum heftig geführten Irischen Bürgerkrieg (1922–1923) im neuen Freistaat Irland.
Auch nach der Niederlage im Bürgerkrieg verübten die Reste der IRA bis in die späten 1930er Jahre immer wieder Anschläge im Freistaat, um ihr Ziel einer völlig unabhängigen Republik zu erreichen. Erst seit Ende der 1930er Jahre trat die Loslösung Nordirlands vom Vereinigten Königreich und die Wiedervereinigung Irlands zu einer unabhängigen Republik als politisches Hauptziel innerhalb des irischen Republikanismus in den Vordergrund. Dies geschah deshalb, da die damalige irische Regierungspartei Fianna Fiál, die einen gemäßigten irischen Republikanismus vertritt, den Freistaat nach Verfassungsänderungen in die De-facto-Republik Éire überführte. 1948 wurden die letzten Verbindungen zu Großbritannien gekappt und Éire ganz offiziell zur Republik Irland erklärt. Nun verzichtete die IRA auf Attentate im Süden und richtete ihre gesamte Energie gegen Nordirland und Großbritannien.